# Euproctis quadrangularis
Euproctis quadrangularis är en fjärilsart som beskrevs av Moore 1879. Euproctis quadrangularis ingår i släktet Euproctis och familjen tofsspinnare. Inga underarter finns listade i Catalogue of Life.